# Parque nacional Ikh Bogd Uul
El parque nacional Ikh Bogd Uul (en mongol: Их Богд уул) se centra en Ij Bogd ("Gran Santo"), la montaña más alta de las montañas Altái-Gobi, una cadena montañosa al sureste del Altái en Mongolia. Las elevaciones medias y altas presentan prados alpinos y estepa montana. La cordillera, con desiertos semiáridos al norte y al sur, alberga especies raras, como la casi amenazada argalí (Ovis ammon) y el gato de Pallas (Otocolobus manul).

## Topografía
Las montañas Altái se extienden hacia el sureste hacia Mongolia en una cadena de delgadas crestas, de las cuales Ikh Bogd es la cresta principal más alejada. La cresta está coronada por una meseta plana y un punto alto en Tergun-Bogd, con una elevación de 3957 metros (12 982,3 pies).

## Clima y ecorregión
El clima característico de la zona es clima semiárido frío (clasificación climática de Köppen (BSk)). Este clima es característico de los climas esteparios intermedios entre los climas húmedos del desierto, y normalmente las precipitaciones están por encima de la evapotranspiración. Al menos un mes promedia temperaturas de menos de 0 °C (32,0 °F). La precipitación media en la región es de 76 a 158 mm/año.

## Flora y fauna
El parque se encuentra situado en elevaciones medias a altas que sustentan estepas montanas y prados subalpinos. La cima de la meseta está desnuda de vegetación. En 2007, los científicos del parque habían registrado 500 especies de plantas vasculares en 218 géneros y 51 familias. El área es un sitio importante para numerosas especies de aves de la estepa euroasiática, incluida la vulnerable tarabilla de Hodgson (Saxicola insignis), el arrendajo terrestre mongol (Podoces hendersoni) y el perdigallo altaico (Tetraogallus altaicus).